# Eriogonum artificis
Eriogonum artificis är en slideväxtart som beskrevs av James Lauritz Reveal. Eriogonum artificis ingår i släktet Eriogonum och familjen slideväxter. Inga underarter finns listade i Catalogue of Life.